# ボン・マルシェ百貨店

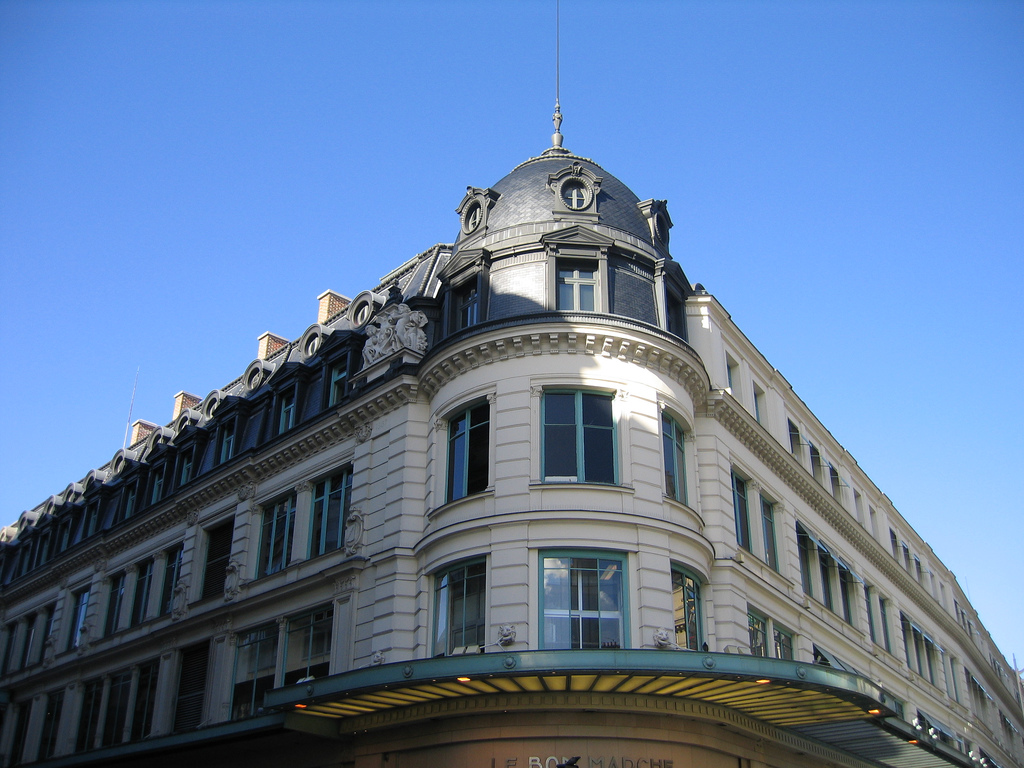
ボン・マルシェ百貨店

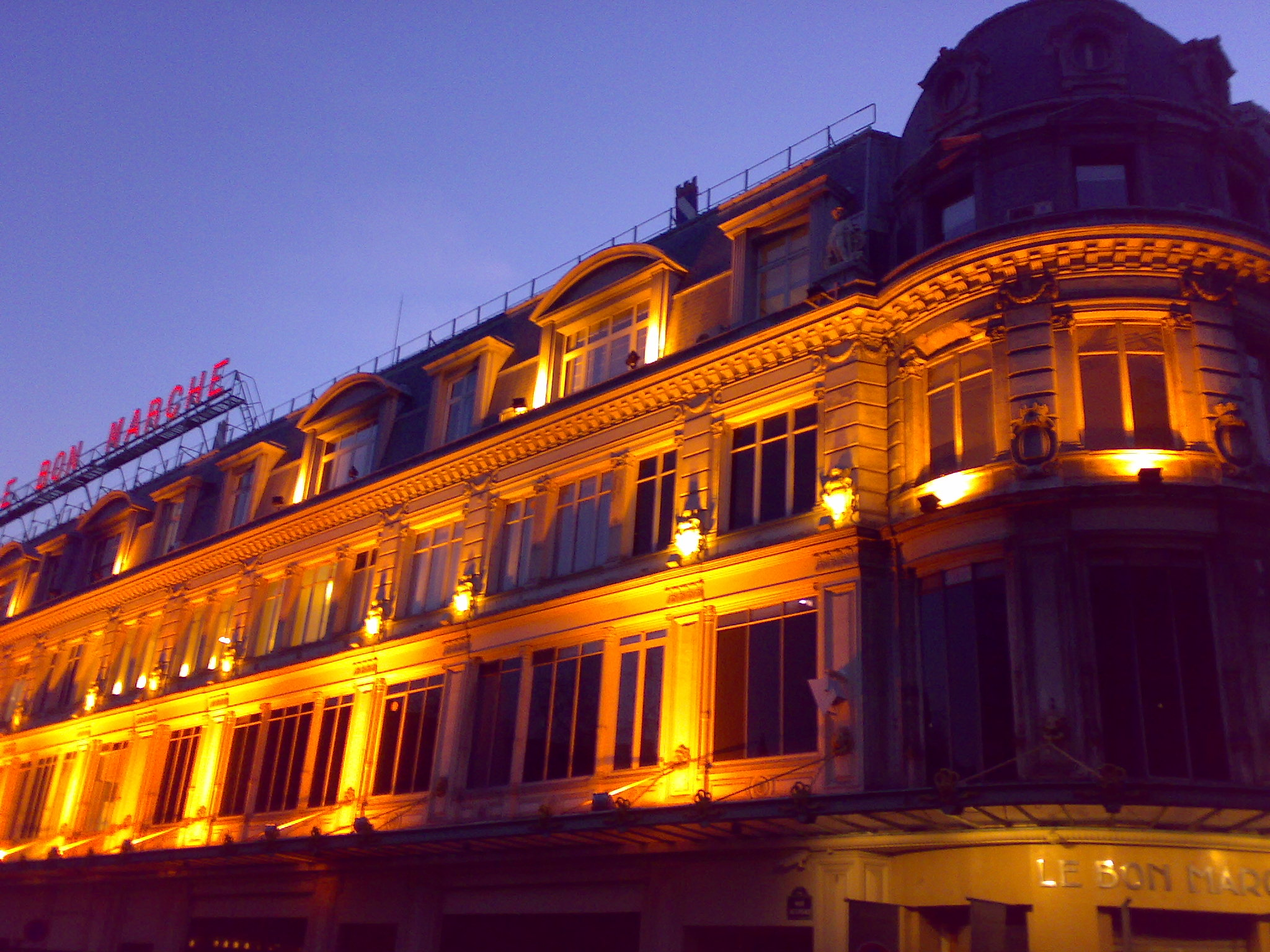
夜のボン・マルシェ

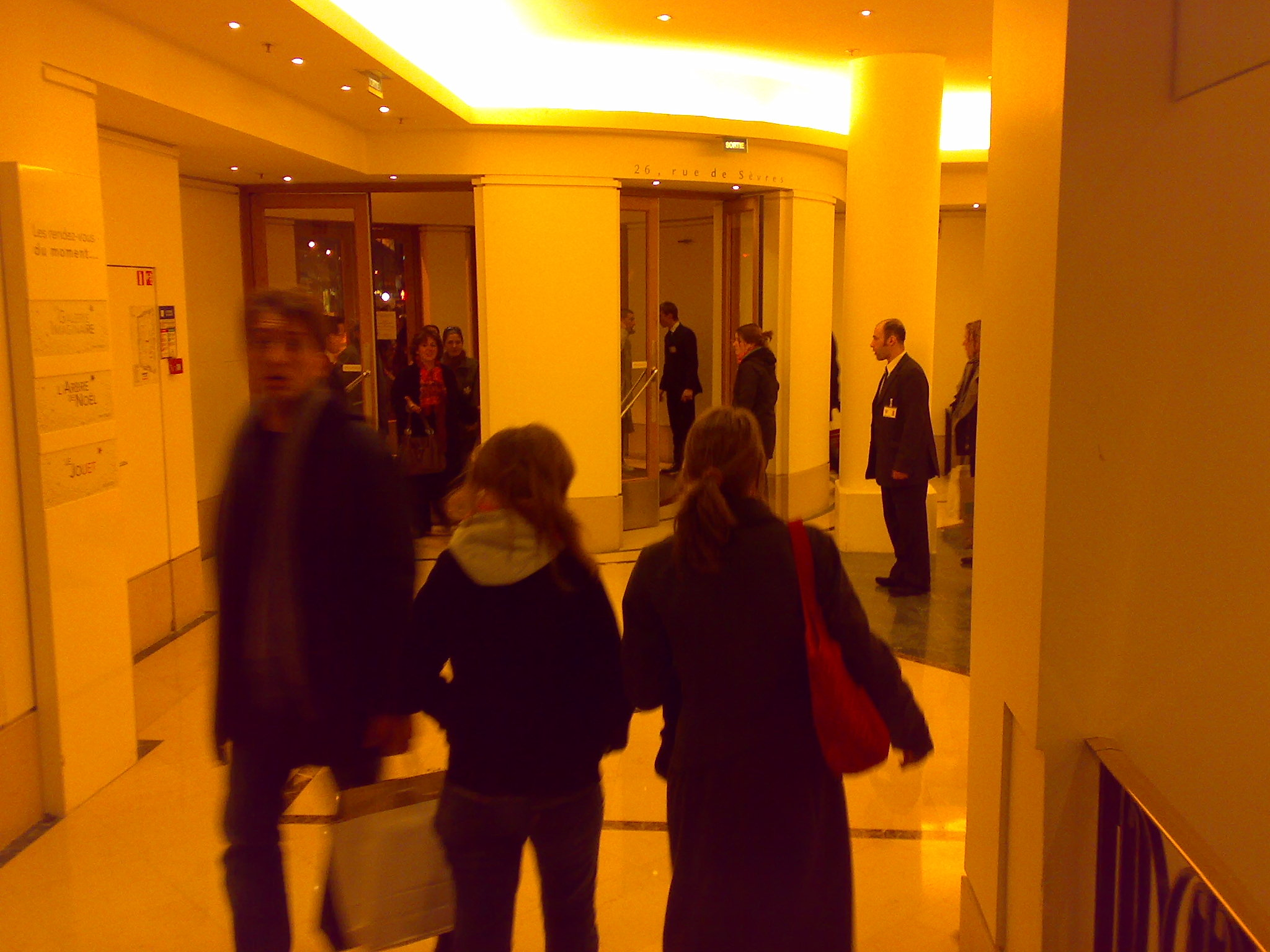
ボン・マルシェ内部

ボン・マルシェ百貨店（ボン・マルシェひゃっかてん、Le Bon Marché）はフランス、パリ7区のバック通りにある百貨店。世界最初の百貨店と言われている。1984年よりLVMH傘下。
なお、仏語で"ボン マルシェ"とは”安い”と言う意味であり、高級品を扱う百貨店ではなく大衆相手の百貨店であった。例えば、1890年代のジュモードールに関しても、ブティックや高級百貨店で売るジュモードールより質の落ちるものを半額で売りさばいていた。

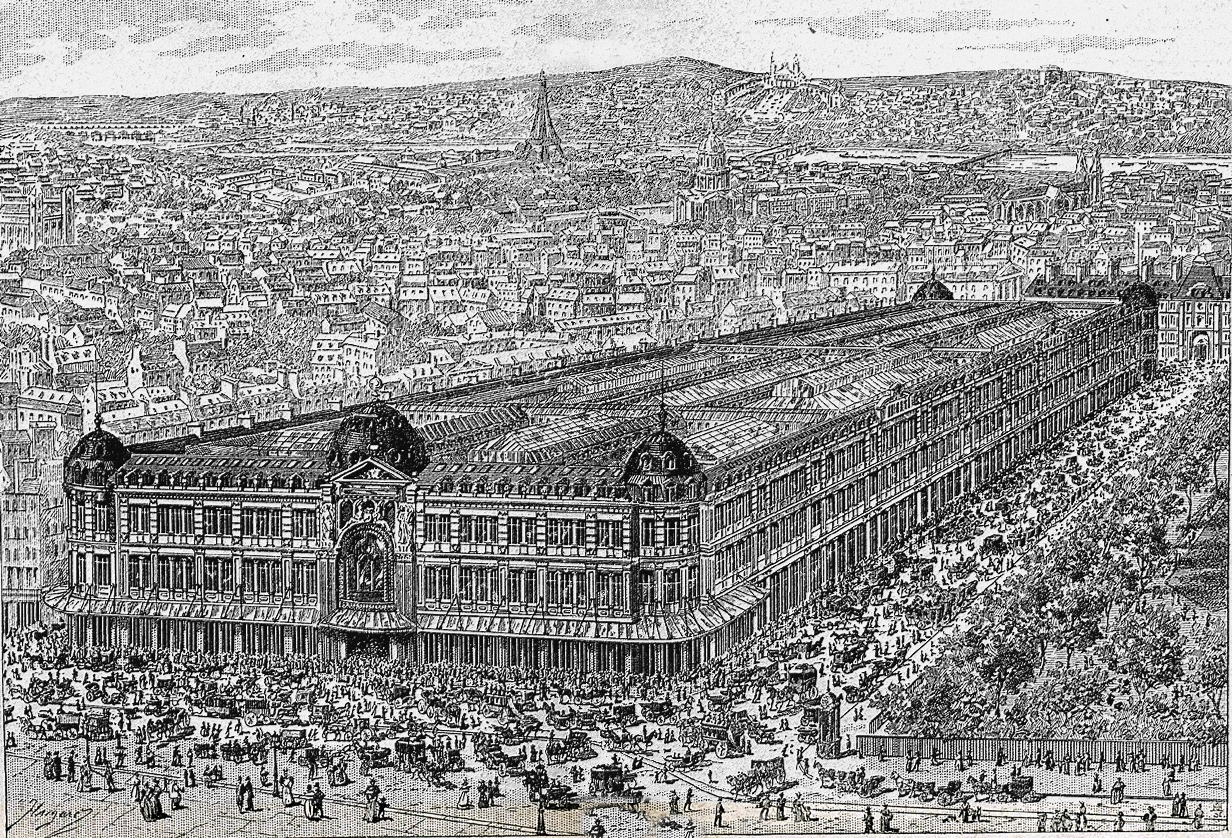
1887年のボン・マルシェ

## 歴史
もともとは1838年にヴィドー兄弟が創業したパリの流行品店（生地屋）のひとつだったが、1852年にオルヌ県の帽子屋の息子であったアリスティッド・ブシコー（Aristide Boucicaut）によって買い取られ、妻のマルグリット（Marguerite）とともに、バーゲンセール、ショーケースによる商品の展示、値札をつけ定価販売を始めるなどの百貨店としてのシステムを確立、発展していった。また返品を認めるなど今日の売手危険負担の概念に相当することも行い、小売店の社会的地位を高めることにも貢献した。
1863年に創業者のヴィドーが引退すると、ブシコーは1867年に店舗を拡張し、品数を増やすなどして事業を拡大していく。1869年、店舗を改装するもブシコーは気に入らず、新たに建築家L. A. ボワローとギュスターヴ・エッフェルを雇い入れ、パリのオペラ座をモデルに再改装を行い、1887年に完成した。
ブシコー夫妻のボン・マルシェ百貨店における派手なショーウィンドウと大安売りの季節物で客を呼び込む手法は、パリ万国博覧会を参考にしたと言われている。巨大で立派な店舗に毎日客が押し寄せるさまを、作家エミール・ゾラは百貨店をモデルにした小説『ボヌール・デ・ダム百貨店』の中で「消費信者のための消費の大伽藍」（« Une cathédrale de commerce pour un peuple de client »）と呼んだ。
1984年、LVMHグループが百貨店を買収。セレクティブ・リテーリング部門の傘下となった。
1989年、店名を Au Bon Marché から Le Bon Marché に改名した。
本館と食料品館に分かれている。

## 参考資料
- 鹿島茂『デパートを発明した夫婦』講談社現代新書、1991年、ISBN 4061490761